# Sonorant
Een sonorant (antoniem: obstruent) is een klank die gekenmerkt wordt door een lagere graad van obstructie ("blokkering" van het spraakkanaal die de uitstroom van de lucht vertraagt) dan een obstruent. Sonoranten zijn spontaan stemhebbend, in tegenstelling tot stemhebbende obstruenten als d en z. Dit betekent dat men ervan uitgaat dat een sonorant stemhebbend is, dat het de niet-gemarkeerde vorm is, terwijl de niet-gemarkeerde vorm voor obstruenten stemloos is. Desalniettemin zijn er enkele talen die stemloze sonoranten bezitten, zoals het Dravidisch en Sino-Tibetaanse en Austronesische talen, maar dit zijn uitzonderingen.
Tot de sonoranten behoren enerzijds alle klinkers en anderzijds, onder de medeklinkers, de liquidae (zoals /l/, /w/ en /j/) en nasalen (zoals /m/, /n/ en /ŋ/). De overige medeklinkers, plosieven, affricaten en fricatieven, zijn dus alle obstruenten.
Merk op dat obstruent niet synoniem is met stopklank (antoniem: continuant).